# Dalbergia ealaensis
Dalbergia ealaensis är en ärtväxtart som beskrevs av De Wild.. Dalbergia ealaensis ingår i släktet Dalbergia, och familjen ärtväxter. Inga underarter finns listade i Catalogue of Life.